# Argyrotaenia ljungiana
Argyrotaenia ljungiana là một loài bướm đêm thuộc họ Tortricidae. Nó được tìm thấy ở châu Âu.
Sải cánh dài 12–16 mm. Con trưởng thành bay làm hai đợt từ tháng 4 đến tháng 8. .
Ấu trùng ăn ericaceae, myrica gale và vaccinium but has also been spotted feeding on grapes và apples.

## Hình ảnh

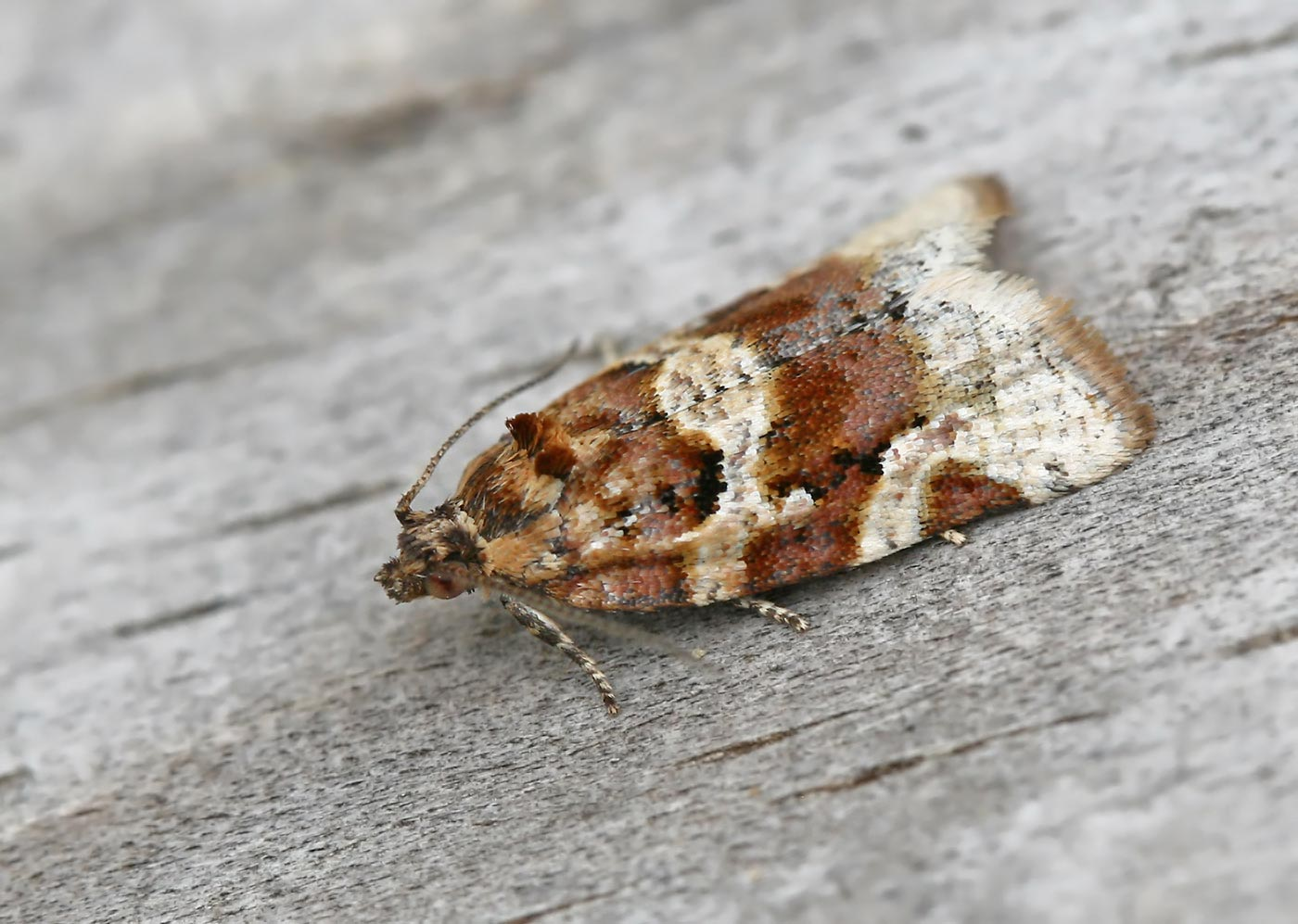
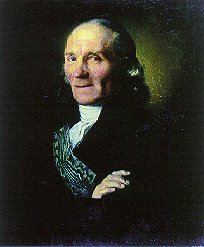
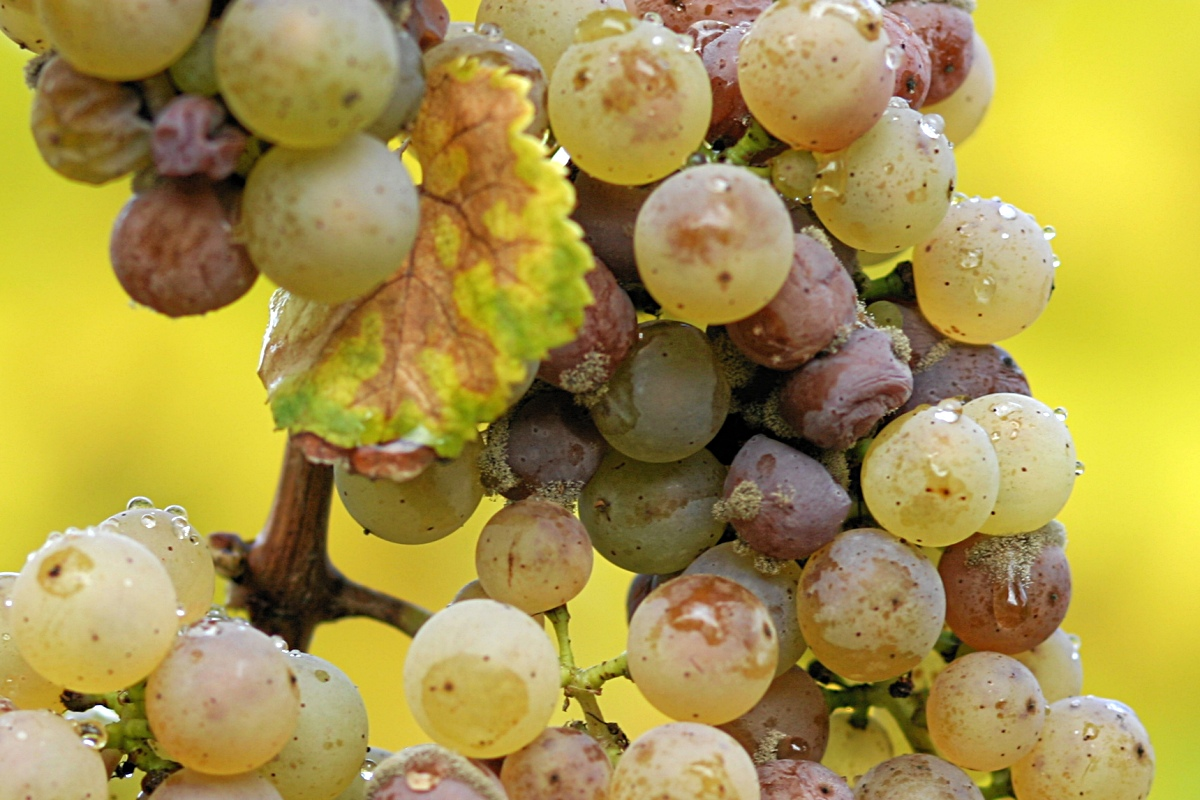
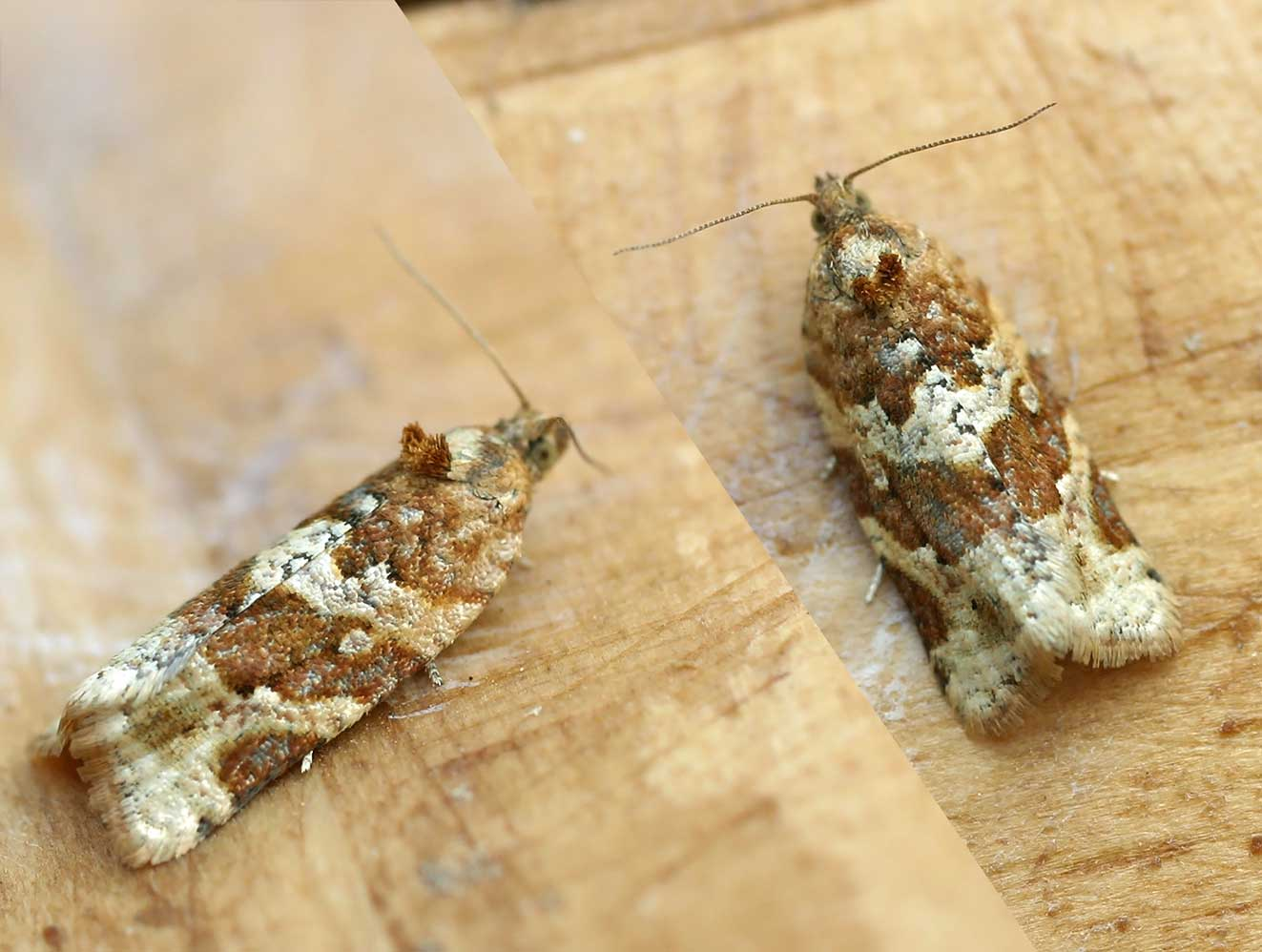